# Relations entre la France et l'Irak

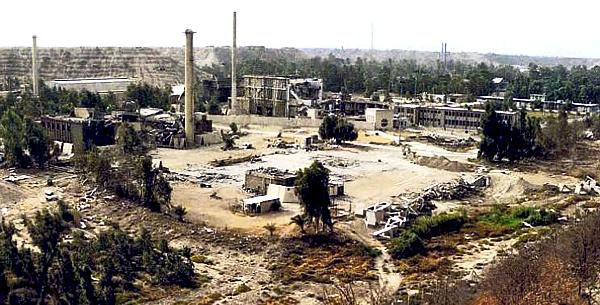
Les restes du réacteur nucléaire Osirak, construit par la France en Irak, après sa destruction par l'armée israélienne.

Les relations entre la France et l'Irak désignent les relations entre la République française et la République d'Irak. La France dispose d'une ambassade à Bagdad et d'un consulat-général à Erbil tandis que l'Irak dispose d'une ambassade à Paris.

## Histoire des relations franco-irakiennes
L'amitié franco-irakienne remonte en 1967 lorsque Charles de Gaulle disait soutenir les pays arabes dans la guerre des Six Jours contre Israël. Cette politique a été vue par Paris comme un moyen de renforcer ses liens commerciaux avec les pays riches en pétrole et ainsi étendre l'influence française au Moyen-Orient, qui était principalement dans la sphère d'influence britanno-américaine à cette époque.
En 1970, la France était l'un des principaux partenaires commerciaux de l'Irak. Les relations diplomatiques et économiques ont eu un coup de pouce important en 1974, lorsque l'ancien Premier ministre français et futur président de la République, Jacques Chirac, considère dans une déclaration Saddam Hussein comme un « ami personnel ».
Jusqu'à l'invasion du Koweït par l'Irak, la France entretenait des relations amicales avec l'ancien président irakien Saddam Hussein sous la présidence de Valéry Giscard d'Estaing. En 1976, la France avait en effet vendu un réacteur nucléaire expérimental nommé Osirak de classe Osiris à l'Irak à des fins officiellement de recherches scientifiques (voir armes de destruction massive en Irak). Celui-ci sera néanmoins détruit par un bombardement de l'Armée de l'air israélienne le 7 juin 1981 lors de l'opération Opéra, durant laquelle un ingénieur français, Damien Chaussepied, fut tué. Le Parti Baas de Saddam Hussein considérait la France comme son meilleur allié occidental. Les ventes d'armes continuèrent et des projets d'infrastructure français en Irak se développèrent. À la fin des années 1970, la France était le second partenaire commercial le plus important de l'Irak après l'URSS en tant que fournisseur d'équipements à la fois civils et militaires.
Cette amitié a continué pendant les gouvernements socialistes français au pouvoir dans les années 1980, notamment sous François Mitterrand. La France, comme de nombreux autres pays occidentaux, a fortement soutenu l'Irak dans sa guerre contre l'Iran. Paris avait en effet fourni à Bagdad des armes sophistiquées, y compris des chasseurs bombardiers et des avions Dassault Super-Étendard équipés de missiles Exocet. Lorsque l'Irak envisageait de retarder ses paiements pour le matériel, Paris rééchelonnait la dette irakienne.
La France livra à l'Irak lors de la guerre Iran-Irak près de 900 missiles antinavires Exocet, plus de 130 Mirage F1, etc, l'Irak recevant alors 1/3 des exportations d'armement françaises, pour 17 milliards de dollars entre 1980 et 1986.

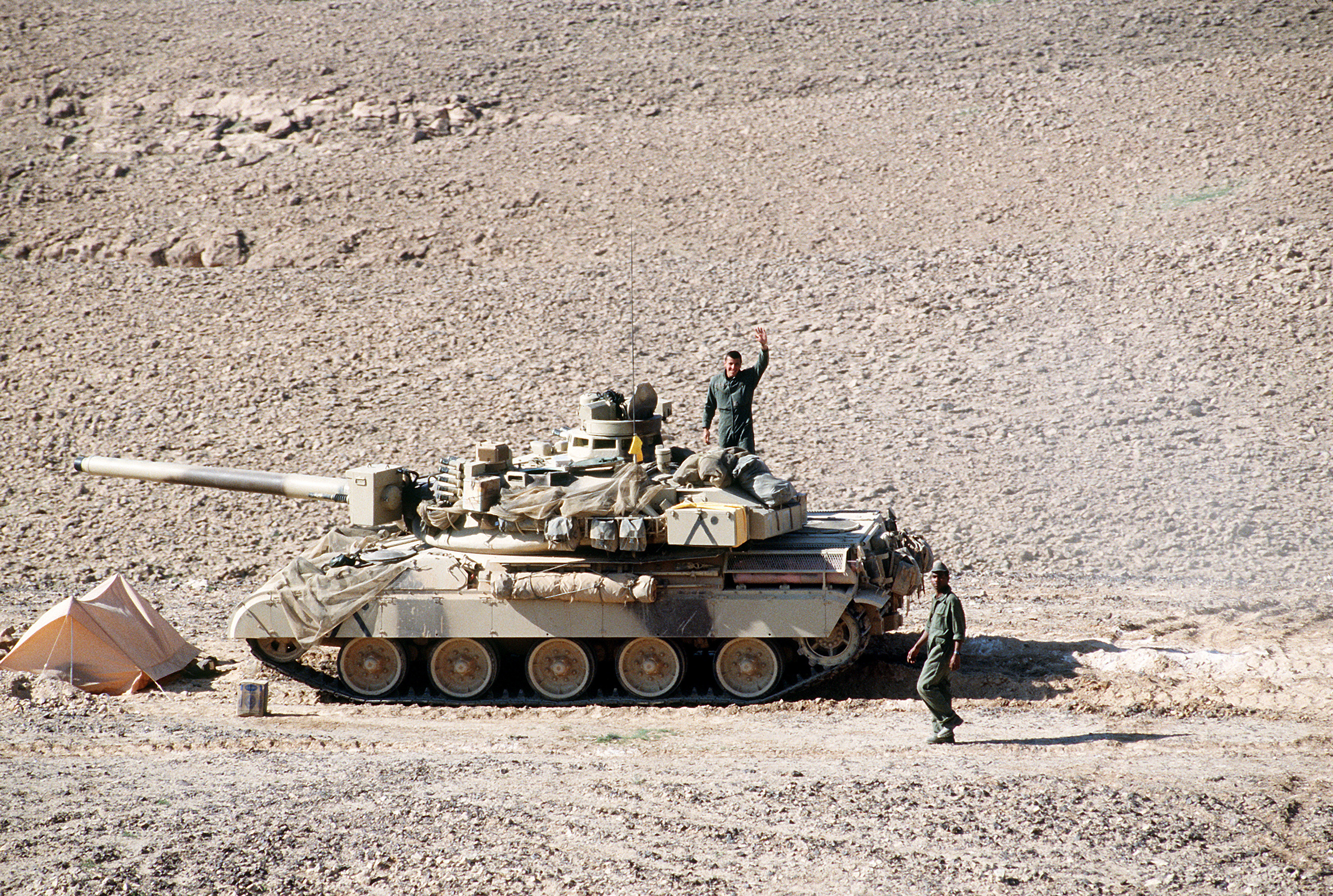
Un char AMX-30 français de la division Daguet lors de l'opération interalliée Tempête du désert contre l'Irak.

Toutefois, les relations entre les deux États se sont dégradées lorsque l'Irak a envahi le Koweït en 1990, la France rompant toutes relations diplomatiques avec l'Irak et dénonçant l'invasion. Elle a essayé de convaincre Saddam Hussein de retirer ses troupes du Koweït quelques jours avant le déclenchement de l'opération Tempête du désert. Des envoyés français étaient par ailleurs présents à Bagdad, essayant de trouver une solution diplomatique à la crise. La France est ainsi restée bienveillante envers l'Irak contrairement aux autres pays occidentaux. Sur le plan économique, les relations avec l'Irak ont représenté un désastre financier, laissant pour solde des factures impayées d'une valeur de 4 milliards de dollars.
En 2004, à la suite de la guerre d'Irak (lors de laquelle la France s'était déclarée opposée à une intervention des États-Unis), les relations entre les deux États se sont restaurées.

## Époque contemporaine - après la chute du régime de Saddam Hussein

### Sur le plan économique
Dans le cadre du Club de Paris, la France a, entre 2005 et 2008, annulé près de 5 milliards d'euros de dettes irakiennes (soit 80% des obligations). Il s'agit de l'effort le plus important de la part d'un pays occidental. Si la France souhaite participer à la reconstruction de l'Irak, ses parts de marché y restent faibles. 
La France apporte à l'Irak une aide au développement, en particulier dans les domaines de la santé, de l'éducation, de la sécurité et du patrimoine. 

### Relations culturelles, scientifiques, universitaires
L'Institut Français du Proche Orient est implanté dans la citadelle d'Erbil, classée au patrimoine mondial de l'UNESCO. 
Les étudiants irakiens peuvent également poursuivre leurs études à l'Institut français d'Irak.

### D'un point de vue géopolitique
La France a activement participé à la bataille de Mossoul et combattu Daech aux côtés des forces irakiennes. 